# Park Narodowy Stora Sjöfallet

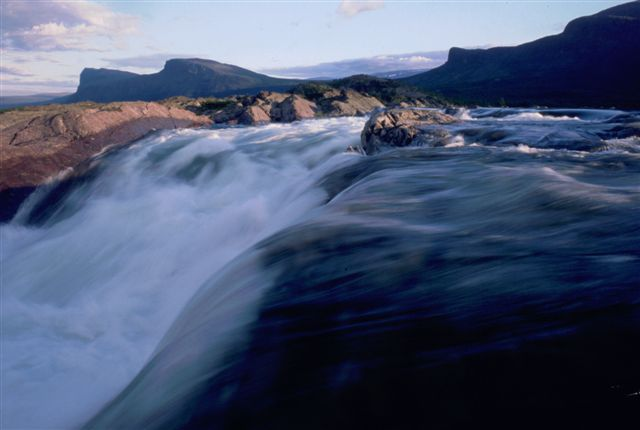
Wodospad na terenie parku

Park Narodowy Stora Sjöfallet (szw. Stora Sjöfallets nationalpark) – park narodowy w Szwecji, położony na terenie gminy Gällivare w regionie Norrbotten. Został utworzony w 1909 w celu ochrony alpejskiego krajobrazu północnej części Gór Skandynawskich. W 1996 wraz z położonymi w pobliżu parkami narodowymi Sarek, Muddus i Padjelanta trafił na listę światowego dziedzictwa UNESCO jako obszar Laponia.
Znaczna część Parku Narodowego Stora Sjöfallet jest zdominowana przez masyw Akka znany jako "Królowa Laponii". 
Do głównych atrakcji parku należą szczyty i lodowce masywu Akka, szczyt Kallaktjåkkå, las sosnowy w rejonie Vietas, dolina Teusadalen i szczelina Ahutjukårså.
Ze względu na wysokość masywu Akka, daje się na nim zaobserwować piętrowość roślinności. Najniżej położone tereny porasta w wielu miejscach pierwotny bór świerkowy. Wyższe piętra to górski las brzozowy, pola skalne oraz nagie skały.
Na teren parku prowadzi droga dojazdowa. W rejonie Vietas istnieje ośrodek turystyczny, gdzie znajduje się kilka chat dla turystów. Przez północną część parku przebiega szlak turystyczny Kungsleden. W południowej części parku nie wytyczono żadnych szlaków.
Jedna z największych atrakcji na terenie parku - wodospad Stora Sjöfallet jest obecnie dość ubogi w wodę. Na terenie parku wybudowano elektrownię wodną, która zmniejszyła przepływ wody przez wodospad. Dodatkowo podzielono jezioro Akkajaure na dwie części, w celu ułatwienia budowy hydroelektrowni.